# مسجد الدليجان (ديم خزام)
مسجد الدليجان من مساجد العراق القديمة الأثرية، ويقع المسجد في محافظة البصرة في قضاء الزبير، قرب مرآب الناصرية التابع لقضاء الزبير، وسمي بهذا الأسم لأنه في الموقع الذي يشرف على منخفض (ديم خزام) ولذلك الشائع بين الناس تسميته بمسجد (ديم خزام)، ولقد شيده وبناه محمد بن فوزان الدليجان في عام  1311 هـ/1893م، ووقف عليهِ الباني (بقشة من النخيل وبئر مائها) تقع بجوارهِ، وهو مسجد واسع تبلغ مساحتهُ حوالي 625م2، وتبلغ مساحة الحرم 250م2، حيث يبلغ طولهُ 10م وعرضه 25 م، وتتوسطه ستة أساطين (أعمدة)، ويحتوي على سرداب ومغتسل للموتى، وله محراب مبني من الطابوق الأصفر المنجور، وتحيطه النوافذ من كل جهة، وعلى سطحهِ منارة مئذنة مبنية من الطابوق ولها حوض واحد، وتقام في الجامعِ الصلوات الخمسة، وكذلك دورات ودروس لتحفيظ القرآن، ويوجد فيهِ مصلى صيفي، وفيه غرفة للإمام وغرفة مخزن إضافة إلى بئر ماء في باحتهِ الخارجية، وقد تم توسعته عام 2002م، من قبل الحاج (إبراهيم الجريد) والحاج (سليمان العقيد).
ومن الأئمة الذين تعاقبوا على منصب الإمامة فيه: 
- المؤسس والباني محمد بن فوزان الدليجان.
- الملا عبد الله المشرف، 1344هـ.
- الملا عبد الرزاق بن عبد العزيز الدايل.
- الشيخ عبد الله عبد الوهاب الوهيب.
- الشيخ سعد الحاتم.